# Osobowice-Rędzin
Osobowice-Rędzin – osiedle we Wrocławiu położone na zachodzie miasta w byłej dzielnicy Psie Pole. Składa się z Osobowic, włączonych do Wrocławia w 1928 oraz Rędzina, włączonego w 1973. Znaczną część powierzchni osiedla zajmują dawne pola irygacyjne wrocławskiej oczyszczalni ścieków.
Osobowice-Rędzin sąsiadują z osiedlami Świniary, Lipa Piotrowska, Karłowice-Różanka, Pilczyce-Kozanów-Popowice Płn., Maślice, Pracze Odrzańskie oraz z  gminą Oborniki Śląskie.